# China Open (теніс) 2014
Відкритий чемпіонат Китаю з тенісу 2014 — тенісний турнір, що проходив на відкритих кортах з твердим покриттям National Tennis Center у Пекіні (Китай). Це був 16-й за ліком China Open серед чоловіків і 18-й - серед жінок. Належав до категорії 500 у рамках Туру ATP 2014, а також категорії Premier Mandatory у рамках Туру WTA 2014. Тривав з 27 вересня до 5 жовтня 2014 року.

## Очки і призові

### Нарахування очок
| Дисципліна                 | П    | Ф   | ПФ  | ЧФ  | 1/8 | 1/16 | 1/32 | Q   | Q2  | Q1  |
| Чоловіки, одиночний розряд | 500  | 300 | 180 | 90  | 45  | 0    | Н/Д  | 20  | 10  | 0   |
| Чоловіки, парний розряд    | 500  | 300 | 180 | 90  | 0   | Н/Д  | Н/Д  | Н/Д | Н/Д |     |
| Жінки, одиночний розряд    | 1000 | 650 | 390 | 215 | 120 | 65   | 10   | 30  | 20  | 2   |
| Жінки, парний розряд       | 1000 | 650 | 390 | 215 | 120 | 5    | Н/Д  | Н/Д | Н/Д | Н/Д |

## Учасники основної сітки в рамках чоловічого турніру

### Сіяні
| Країна          | Гравець         | Рейтинг1 | Сіяний |
| --------------- | --------------- | -------- | ------ |
| Сербія          | Новак Джокович  | 1        | 1      |
| Іспанія         | Рафаель Надаль  | 2        | 2      |
| Чехія           | Томаш Бердих    | 6        | 3      |
| Хорватія        | Марин Чилич     | 9        | 4      |
| Болгарія        | Григор Димитров | 10       | 5      |
| Велика Британія | Енді Маррей     | 11       | 6      |
| Латвія          | Ернестс Гульбіс | 13       | 7      |
| США             | Джон Ізнер      | 15       | 8      |

- 1 Рейтинг подано станом на 29 вересня 2014

### Інші учасники
Нижче наведено учасників, які отримали вайлдкард на участь в основній сітці:
- Bai Yan
- Фелісіано Лопес
- Енді Маррей [3]
- Віктор Троїцький

Нижче наведено гравців, які пробились в основну сітку через стадію кваліфікації:  
- Теймураз Габашвілі
- Петер Гойовчик
- Мартін Кліжан
- Михайло Кукушкін

### Знялись з турніру
До початку турніру
- Лу Єн-Сун (взяв участь у Asian Games) → його замінив  Вашек Поспішил
- Дмитро Турсунов → його замінив  Пабло Андухар

Під час турніру
- Ернестс Гульбіс

## Учасники основної сітки в парному розряді

### Сіяні пари
| Країна  | Гравець        | Країна   | Гравець           | Рейтинг1 | Сіяний |
| ------- | -------------- | -------- | ----------------- | -------- | ------ |
| Канада  | Деніел Нестор  | Сербія   | Ненад Зімоньїч    | 7        | 1      |
| Австрія | Александер Пея | Бразилія | Бруно Соарес      | 10       | 2      |
| Іспанія | Давід Марреро  | Іспанія  | Фернандо Вердаско | 26       | 3      |
| Франція | Жульєн Беннето | Канада   | Вашек Поспішил    | 29       | 4      |

- Рейтинг подано станом на 22 вересня 2014

### Інші учасники
Нижче наведено пари, які отримали вайлдкард на участь в основній сітці:
- Новак Джокович /  Філіп Країнович
- Liu Siyu /  Ning Yuqing

Нижче наведено пари, що пробились в основну сітку через стадію кваліфікації:
- Юган Брунстрем /  Ніколас Монро

Пари, що потрапили в основну сітку як щасливі лузери: 
- Теймураз Габашвілі /  Михайло Кукушкін

### Відмовились від участі
До початку турніру
- Фернандо Вердаско (особисті причини)

Під час турніру
- Ернестс Гульбіс
- Філіп Країнович (нездужання)

## Учасниці основної сітки в рамках жіночого турніру

### Сіяні
| Країна    | Гравчиня           | Рейтинг1 | Сіяна |
| --------- | ------------------ | -------- | ----- |
| США       | Серена Вільямс     | 1        | 1     |
| Румунія   | Сімона Халеп       | 2        | 2     |
| Чехія     | Петра Квітова      | 3        | 3     |
| Росія     | Марія Шарапова     | 4        | 4     |
| Польща    | Агнешка Радванська | 6        | 5     |
| Данія     | Каролін Возняцкі   | 7        | 6     |
| Німеччина | Анджелік Кербер    | 8        | 7     |
| Канада    | Ежені Бушар        | 9        | 8     |
| Сербія    | Ана Іванович       | 10       | 9     |
| Сербія    | Єлена Янкович      | 11       | 10    |
| Італія    | Сара Еррані        | 12       | 11    |
| Росія     | Катерина Макарова  | 14       | 12    |
| Чехія     | Луціє Шафарова     | 15       | 13    |
| Італія    | Флавія Пеннетта    | 16       | 14    |
| Німеччина | Андреа Петкович    | 17       | 15    |
| США       | Вінус Вільямс      | 18       | 16    |

- 1 Рейтинг подано станом на 22 вересня 2014.

### Інші учасниці
Нижче наведено учасниць, які отримали вайлдкард на участь в основній сітці:
- Марія Кириленко
- Франческа Ск'явоне
- Сюй Шилінь
- Чжан Кайлінь
- Чжу Лінь

Учасниці, що потрапили в основну сітку завдяки захищеному рейтингу:
- Роміна Опранді

Нижче наведено гравчинь, які пробились в основну сітку через стадію кваліфікації:
- Мона Бартель
- Белінда Бенчич
- Полона Герцог
- Бетані Маттек-Сендс
- Моніка Нікулеску
- Цветана Піронкова
- Сільвія Солер Еспіноза
- Сюй Їфань

### Знялись з турніру
До початку турніру
- Вікторія Азаренко (травма ступні) → її замінила  Кая Канепі
- Домініка Цібулкова → її замінила  Лорен Девіс
- Лі На (завершила професійну кар'єру) → її замінила  Кірстен Фліпкенс
- Слоун Стівенс → її замінила  Ярослава Шведова
- Віра Звонарьова → її замінила  Заріна Діяс

Під час турніру
- Сімона Халеп (травма стегна)
- Серена Вільямс (травма коліна)
- Вінус Вільямс (вірусне захворювання)

### Знялись
- Даніела Гантухова (травма лівого коліна)
- Анастасія Павлюченкова (запаморочення)

## Учасниці основної сітки в парному розряді

### Сіяні пари
| Країна    | Гравчиня          | Країна    | Гравчиня             | Рейтинг1 | Сіяна |
| --------- | ----------------- | --------- | -------------------- | -------- | ----- |
| Італія    | Сара Еррані       | Італія    | Роберта Вінчі        | 2        | 1     |
| Зімбабве  | Кара Блек         | Індія     | Саня Мірза           | 10       | 2     |
| Чехія     | Квета Пешке       | Словенія  | Катарина Среботнік   | 19       | 3     |
| США       | Ракель Копс-Джонс | США       | Абігейл Спірс        | 22       | 4     |
| Чехія     | Андреа Главачкова | КНР       | Пен Шуай             | 25       | 5     |
| Росія     | Алла Кудрявцева   | Австралія | Анастасія Родіонова  | 32       | 6     |
| Іспанія   | Гарбінє Мугуруса  | Іспанія   | Карла Суарес Наварро | 34       | 7     |
| Швейцарія | Мартіна Хінгіс    | Італія    | Флавія Пеннетта      | 38       | 8     |

- 1 Рейтинг подано станом на 22 вересня 2014

### Інші учасниці
Нижче наведено пари, які отримали вайлдкард на участь в основній сітці:
- Сімона Халеп /  Ралука Олару
- Хань Сіньюнь /  Чжан Кайлінь
- Бетані Маттек-Сендс /  Чжен Сайсай

Наведені нижче пари отримали місце як заміна:
- Мона Бартель /  Менді Мінелла

### Відмовились від участі
До початку турніру
- Даніела Гантухова (травма лівого коліна)

Під час турніру
- Кейсі Деллаква (травма ноги)
- Сімона Халеп (травма стегна)

## Переможці та фіналісти

### Одиночний розряд, чоловіки
- Новак Джокович —  Томаш Бердих, 6–0, 6–2

### Одиночний розряд, жінки
- Марія Шарапова —  Петра Квітова, 6–4, 2–6, 6–3

### Парний розряд, чоловіки
- Жан-Жульєн Роєр /  Горія Текеу —  Жульєн Беннето /  Вашек Поспішил, 6–7(6–8), 7–5, [10–5]

### Парний розряд, жінки
- Андреа Главачкова /  Пен Шуай —  Кара Блек /  Саня Мірза, 6–4, 6–4